# Жозе Граціану де Сілва
Жозе Граціану де Сілва (порт. José Graziano da Silva; нар. 17 листопада 1949, Урбана) — генеральний директор ФАО.

## Біографія
Народився 17 листопада 1949 р. Дитинство пройшло в сільських околицях Сан-Паулу. Граціано да Сілва має ступінь бакалавра в області агрономії і ступінь магістра в галузі економіки сільського господарства та соціології Університету Сан-Паулу. Ступінь доктора філософії з економічних наук здобув в Державному університеті Кампінас (UNICAMP). Він також має пост-докторський ступінь з латиноамериканських досліджень (Університетський коледж Лондона) та екологічних досліджень (Університет Каліфорнії, Санта-Крус). Працював професором Державного університету Кампінас (UNICAMP). Опублікував 25 книг з розвитку сільського господарства, продовольчої безпеки та аграрної економіки.
Понад 30 років займається питаннями продовольчої безпеки, розвитку сільських районів і сільського господарства.
У ФАО почав працювати з 2006 року, очоливши Регіональний відділ ФАО для Латинської Америки і Карибського басейну.
26 червня 2011 року був обраний генеральним директором ФАО, офіційно вступив на цю посаду 1 січня 2012 року. Ініціював низку змін в Організації.